# Championnat du monde féminin de rink hockey 2016
Navigation
Championnat du monde féminin 2014 World Cup 2017
Le Championnat du monde de rink hockey féminin 2016, 13e édition de cette compétition, se déroule du 24 septembre au 1er octobre 2016 à Iquique, au Chili. 

Treize sélections féminines prennent part à la compétition. Les Argentines sont tenantes du titre qu'elles ont acquis lors du dernier mondial joué en France.

## Préparation de l'événement
La « Pista Municipal de Iquique » est inaugurée le 21 mai 2016 par la sélection féminine du Chili face à une sélection argentine venant de Valencianos.

## Participants
Treize équipes de quatre continents participent à la compétition. L'Europe et l'Amérique sont les continents les plus représentés avec cinq sélections chacune, devant l'Afrique (deux sélections) et l'Asie (une sélection).    
| Europe                                             | Amérique                                             | Afrique                   | Asie   |
| -------------------------------------------------- | ---------------------------------------------------- | ------------------------- | ------ |
| - Allemagne - Espagne - France - Italie - Portugal | - Argentine - Brésil - Chili - Colombie - États-Unis | - Afrique du Sud - Égypte | - Inde |

Trois équipes participantes à la précédente édition ne se sont pas engagées pour celle-ci. Parmi elles, figure l'équipe nationale suisse qui n'engage pas sa sélection, notamment en raison du coût financier trop important pour le déplacement entre l'Europe et l'Amérique. L'Angleterre et le Japon n'ont pas participé à la compétition en 2016.
L'Argentine, entraînée par Néstor Perea, est la tenante du titre. Fin août, l'entraîneur confirme la liste des joueuses qui participent au championnat. Parmi elles, sept sont déjà championnes du monde lors de l'édition 2014, les trois autres font leurs débuts dans cette compétition. 
Lors de sa préparation, l'équipe s'appuie sur un encadrement technique important, qui doit faire face aux impératifs professionnels des joueuses. Ces dernières, bien qu'appartenant à la sélection la plus titrée, ne vivent pas de leur sport.
Le Chili accueille le mondial féminin pour la seconde fois après 10 ans d'attente. La sélection chilienne souhaite améliorer sa troisième place obtenue au dernier mondial, mais surtout renouveler l'exploit réussi en 2006, lorsqu'elle remporte le titre à domicile. 
L'Égypte fait son retour dans cette compétition après l'avoir quittée pendant 12 ans. Aucune des joueuses présentes lors de l'édition 2004 n'est sélectionnée pour le Mondial 2016 : l'intégralité des joueuses sélectionnées font leurs débuts internationaux lors de ce mondial.
Le sélectionneur de l'équipe d'Espagne publie la liste des joueuses dès le mois de juillet. L'objectif, pour cette équipe championne d'Europe l'année précédente, est de reconquérir le titre de champion du monde afin de faire oublier la désillusion connue lors du dernier mondial. En 2014, l'équipe d'Espagne n'a même pas réussi à atteindre le dernier carré. 

l est prévu que les joueuses s'entraînent en août à Sant Sadurní d'Anoia au Pavillon olympique d'Ateneu (ca).
L'Inde, à l'inverse de ce qu'ont fait d'autres pays, décide de dévoiler les joueuses sélectionnées à l'issue du stage de préparation. Celui-ci se déroule sur trois semaines, entre août et septembre à Sirsa.

## Compétition
En raison d'un différend entre la fédération internationale et le comité organisateur de la compétition, la première partie du calendrier des matches n'est communiquée qu'à la veille du premier jour de la compétition.

### Phase de poule
| Groupe A      | Groupe B            | Groupe C        |
| ------------- | ------------------- | --------------- |
| Argentine (1) | France (2)          | Chili (3)       |
| Italie (6)    | Portugal (5)        | Allemagne (4)   |
| Colombie (8)  | Espagne (9)         | Inde (11)       |
| Brésil (-)    | Afrique du Sud (13) | États-Unis (12) |
| Égypte (-)    |                     |                 |

1. ↑  Note : le rang obtenu par une sélection lors du classement issu de la précédente édition du championnat du monde est indiqué entre parenthèses.

#### Groupe A
| Rang | Équipe    | Pts | J | G | N | P | Bp | Bc | Diff |  | Résultats |  |     |     |      |      |
| ---- | --------- | --- | - | - | - | - | -- | -- | ---- |  | --------- |  | --- | --- | ---- | ---- |
| 1    | Argentine | 12  | 4 | 4 | 0 | 0 | 40 | 1  | +39  |  | Argentine |  | 3-0 | 9-1 | 14-0 | 14-0 |
| 2    | Italie    | 9   | 4 | 3 | 0 | 1 | 22 | 5  | +17  |  | Italie    |  |     | 1-1 | 5-1  | 16-0 |
| 3    | Colombie  | 6   | 4 | 2 | 0 | 2 | 24 | 12 | +12  |  | Colombie  |  |     |     | 6-2  | 16-0 |
| 4    | Brésil    | 3   | 4 | 1 | 0 | 3 | 13 | 26 | -13  |  | Brésil    |  |     |     |      | 10-1 |
| 5    | Égypte    | 0   | 4 | 0 | 0 | 4 | 1  | 56 | -55  |  | Égypte    |  |     |     |      |      |

#### Groupe B
Le groupe B de la compétition est très relevé puisqu'il comprend notamment deux équipes championnes du monde. L'équipe d'Espagne est quadruple championne du monde. La France possède également un titre de champion du Monde et a participé aux trois dernières finales des précédents Mondiaux. Bien qu'elle n'ait jamais remporté la compétition, l'équipe portugaise est parvenue à terminer dans le dernier carré à neuf reprises. Ces équipes finissent toutes trois dans le dernier carré de la compétition. La quatrième équipe, l'Afrique du Sud, bien que participant régulièrement au championnat, ne finit que très rarement dans les dix premières. 
| Rang | Équipe         | Pts | J | G | N | P | Bp | Bc | Diff |  | Résultats      |  |     |     |      |
| ---- | -------------- | --- | - | - | - | - | -- | -- | ---- |  | -------------- |  | --- | --- | ---- |
| 1    | Espagne        | 9   | 3 | 3 | 0 | 0 | 22 | 2  | +20  |  | Espagne        |  | 4-0 | 7-2 | 11-0 |
| 2    | Portugal       | 6   | 3 | 2 | 0 | 1 | 17 | 5  | +12  |  | Portugal       |  |     | 3-1 | 14-0 |
| 3    | France         | 3   | 3 | 1 | 0 | 2 | 11 | 10 | +1   |  | France         |  |     |     | 8-0  |
| 4    | Afrique du Sud | 0   | 3 | 0 | 0 | 2 | 0  | 33 | -33  |  | Afrique du Sud |  |     |     |      |

#### Groupe C
| Rang | Équipe     | Pts | J | G | N | P | Bp | Bc | Diff |  | Résultats  |  |     |      |      |
| ---- | ---------- | --- | - | - | - | - | -- | -- | ---- |  | ---------- |  | --- | ---- | ---- |
| 1    | Chili      | 9   | 3 | 3 | 0 | 0 | 34 | 0  | +34  |  | Chili      |  | 4-0 | 12-0 | 18-0 |
| 2    | Allemagne  | 6   | 3 | 2 | 0 | 1 | 19 | 5  | +14  |  | Allemagne  |  |     | 10-1 | 9-0  |
| 3    | États-Unis | 3   | 3 | 1 | 0 | 2 | 8  | 22 | -14  |  | États-Unis |  |     |      | 7-0  |
| 4    | Inde       | 0   | 3 | 0 | 0 | 3 | 0  | 34 | -34  |  | Inde       |  |     |      |      |

### Phase Finale

#### Premier tableau
|  | Quarts de finale     | Quarts de finale     |                     |                     | Demi-finales           | Demi-finales           |   |  | Finale             | Finale             |
|  | Quarts de finale     | Quarts de finale     |                     |                     | Demi-finales           | Demi-finales           |   |  | Finale             | Finale             |
|  |                      |                      |                     |                     |                        |                        |   |  |                    |                    |
|  | 29/09/2016 à 17 h 0  | 29/09/2016 à 17 h 0  |                     |                     | 30/09/2016 à 19 h 0    | 30/09/2016 à 19 h 0    |   |  | 1/10/2016 à 20 h 0 | 1/10/2016 à 20 h 0 |
|  | 29/09/2016 à 17 h 0  | 29/09/2016 à 17 h 0  |                     |                     | 30/09/2016 à 19 h 0    | 30/09/2016 à 19 h 0    |   |  | 1/10/2016 à 20 h 0 | 1/10/2016 à 20 h 0 |
|  | Chili                | 2                    |                     |                     | 30/09/2016 à 19 h 0    | 30/09/2016 à 19 h 0    |   |  | 1/10/2016 à 20 h 0 | 1/10/2016 à 20 h 0 |
|  | Chili                | 2                    |                     |                     | 30/09/2016 à 19 h 0    | 30/09/2016 à 19 h 0    |   |  | 1/10/2016 à 20 h 0 | 1/10/2016 à 20 h 0 |
|  | France               | 2*                   |                     |                     | 30/09/2016 à 19 h 0    | 30/09/2016 à 19 h 0    |   |  | 1/10/2016 à 20 h 0 | 1/10/2016 à 20 h 0 |
|  | France               | 2*                   | France              | 0                   |                        |                        |   |  | 1/10/2016 à 20 h 0 | 1/10/2016 à 20 h 0 |
|  | 29/09/2016 à 18 h 30 |                      | France              | 0                   |                        |                        |   |  | 1/10/2016 à 20 h 0 | 1/10/2016 à 20 h 0 |
|  |                      | Portugal             | 5                   |                     |                        |                        |   |  | 1/10/2016 à 20 h 0 | 1/10/2016 à 20 h 0 |
|  | Allemagne            | Portugal             | 5                   | 4                   |                        |                        |   |  | 1/10/2016 à 20 h 0 | 1/10/2016 à 20 h 0 |
|  | Allemagne            |                      |                     | 4                   |                        |                        |   |  | 1/10/2016 à 20 h 0 | 1/10/2016 à 20 h 0 |
|  | Portugal             | 4*                   |                     |                     |                        |                        |   |  | 1/10/2016 à 20 h 0 | 1/10/2016 à 20 h 0 |
|  | Portugal             | 4*                   | Portugal            | 2                   |                        |                        |   |  |                    |                    |
|  | 29/09/2016 à 20 h 0  |                      | Portugal            | 2                   |                        |                        |   |  |                    |                    |
|  |                      | Espagne              | 3                   |                     |                        |                        |   |  |                    |                    |
|  | Argentine            | Espagne              | 3                   | 5                   |                        |                        |   |  |                    |                    |
|  | Argentine            | 30/09/2016 à 22 h 0  |                     | 5                   |                        |                        |   |  |                    |                    |
|  | Colombie             | 0                    |                     |                     |                        |                        |   |  |                    |                    |
|  | Colombie             | 0                    | Argentine           | 1                   |                        |                        |   |  |                    |                    |
|  | 29/09/2016 à 21 h 30 | 29/09/2016 à 21 h 30 | Argentine           | 1                   | Match pour la 3e place | Match pour la 3e place |   |  |                    |                    |
|  | 29/09/2016 à 21 h 30 | 29/09/2016 à 21 h 30 |                     | Espagne             | Match pour la 3e place | Match pour la 3e place | 2 |  |                    |                    |
|  | Espagne              | 4                    | 1/10/2016 à 18 h 30 | 1/10/2016 à 18 h 30 |                        |                        | 2 |  |                    |                    |
|  | Espagne              | 4                    | 1/10/2016 à 18 h 30 | 1/10/2016 à 18 h 30 |                        |                        |   |  |                    |                    |
|  | Italie               | 0                    |                     | France              | 0                      |                        |   |  |                    |                    |
|  | Italie               | 0                    |                     | France              | 0                      |                        |   |  |                    |                    |
|  |                      |                      |                     |                     |                        |                        |   |  | Argentine          | 4                  |
|  |                      |                      |                     |                     |                        |                        |   |  | Argentine          | 4                  |

|  | Places 5 à 8         | Places 5 à 8        |                |   | Cinquième place    | Cinquième place    |
|  | Places 5 à 8         | Places 5 à 8        |                |   | Cinquième place    | Cinquième place    |
|  |                      |                     |                |   |                    |                    |
|  | 30/09/2016 à 16 h 0  | 30/09/2016 à 16 h 0 |                |   | 1/10/2016 à 17 h 0 | 1/10/2016 à 17 h 0 |
|  | 30/09/2016 à 16 h 0  | 30/09/2016 à 16 h 0 |                |   | 1/10/2016 à 17 h 0 | 1/10/2016 à 17 h 0 |
|  | Colombie             | 3                   |                |   | 1/10/2016 à 17 h 0 | 1/10/2016 à 17 h 0 |
|  | Colombie             | 3                   |                |   | 1/10/2016 à 17 h 0 | 1/10/2016 à 17 h 0 |
|  | Italie               | 1                   |                |   | 1/10/2016 à 17 h 0 | 1/10/2016 à 17 h 0 |
|  | Italie               | 1                   | Colombie       | 0 |                    |                    |
|  | 30/09/2016 à 20 h 30 |                     | Colombie       | 0 |                    |                    |
|  |                      | Chili               | 3              |   |                    |                    |
|  | Chili                | Chili               | 3              | 4 |                    |                    |
|  | Chili                |                     |                | 4 |                    |                    |
|  | Allemagne            | 2                   |                |   |                    |                    |
|  | Allemagne            | 2                   | Septième place |   |                    |                    |
|  |                      |                     |                |   |                    |                    |
|  | 1/10/2016 à 15 h 30  |                     |                |   |                    |                    |
|  |                      |                     |                |   |                    |                    |
|  | Italie               | 0*                  |                |   |                    |                    |
|  | Italie               | 0*                  |                |   |                    |                    |
|  | Allemagne            | 0                   |                |   |                    |                    |
|  | Allemagne            | 0                   |                |   |                    |                    |

#### Matchs de classement

##### Places 9 à 13
Les cinq équipes ne participant au tableau final sont regroupées au sein d'un championnat dans lequel chacune des équipes s'opposent. Cependant les matchs déjà joués lors de la phase de poule ne sont pas rejoués : le sort du match ainsi que le score reste inchangés.
| Rang | Équipe         | Pts | J | G | N | P | Bp | Bc | Diff |  | Résultats      |  |     |     |     |      |
| ---- | -------------- | --- | - | - | - | - | -- | -- | ---- |  | -------------- |  | --- | --- | --- | ---- |
| 9    | Brésil         | 12  | 4 | 4 | 0 | 0 | 25 | 8  | +17  |  | Brésil         |  | 5-3 | 7-2 | 3-2 | 10-1 |
| 10   | États-Unis     | 9   | 4 | 3 | 0 | 1 | 22 | 7  | +15  |  | États-Unis     |  |     | 7-0 | 6-2 | 6-0  |
| 11   | Inde           | 6   | 4 | 2 | 0 | 2 | 14 | 20 | -6   |  | Inde           |  |     |     | 5-4 | 7-2  |
| 12   | Afrique du Sud | 3   | 4 | 1 | 0 | 3 | 13 | 16 | -3   |  | Afrique du Sud |  |     |     |     | 5-2  |
| 13   | Égypte         | 0   | 4 | 0 | 0 | 4 | 5  | 28 | -23  |  | Égypte         |  |     |     |     |      |

### Classement final
| Rang | Équipe         |
| ---- | -------------- |
| 1er  | Espagne        |
| 2e   | Portugal       |
| 3e   | Argentine      |
| 4e   | France         |
| 5e   | Chili          |
| 6e   | Colombie       |
| 7e   | Italie         |
| 8e   | Allemagne      |
| 9e   | Brésil         |
| 10e  | États-Unis     |
| 11e  | Inde           |
| 12e  | Afrique du Sud |
| 13e  | Égypte         |

## Affluences
Bien que celle-ci puisse accueillir jusqu'à 2 400 spectateurs, lors du mondial 1 614 places sont disponibles. Celles-ci sont réparties notamment entre la municipalité d'Iquique (561), la fédération chilienne (500), les diverses délégations (195), etc.